# Riley Voelkel
Riley Emilia Voelkel (nascida em 26 de abril de 1990) é uma atriz estadunidense. Ela ficou conhecida por interpretar a bruxa "Freya Mikaelson" na série de televisão "The Originals", e também por sua participação em três episódios da série de televisão "American Horror Story: Coven". Riley também desempenhou o papel de Jenna Johnson em "The Newsroom", que lhe gerou atenção do público

## Biografia
Voelkel nasceu nos Estados Unidos, mas foi criada no Canadá. Ela estava muito envolvida no esporte e escola, sendo uma parte de um time de softball durante 9 anos. Apenas um mês sem ir para a faculdade, veio um agenciador para sua cidade e ela decidiu tentar a sorte. O agente a buscou e ela foi para a cidade de Nova York para encontrar alguns agentes, mas nenhum deles queriam-na. Como uma última tentativa, ela foi para a cidade de Los Angeles na Califórnia, onde ela foi querida por diversos agentes.
Voelkel mudou-se para a cidade de Los Angeles na Califórnia para ser modelo, mas, logo depois, a Riley Voelkel se juntou a uma aula de atuação recomendada por um agente de talentos artísticos.

## Carreira
A primeira grande oportunidade de Voelkel na indústria veio quando ela foi a uma audição de um filme para o papel de uma garota do clube no filme "A Rede Social" de 2010.
Depois de terminar a foto, ela assinou contrato com um agente e reservou a primeira pista em um filme independente, chamado de "The Secret Lives of Dorks", lançado em 2013.
Em 2012, juntou-se a série de televisão chamada de "The Newsroom" (da emissora HBO), apenas para o episódio piloto, mas depois tornou-se a personagem Jenny.
Em 2013, a Riley Voelkel interpretou a versão nova da bruxa "Fiona Borgia Vandenheuvel Goode", a líder do Covén Salém, em três episódios especiais da famosa série de televisão de suspense-terror "American Horror Story: Coven" dos Estados Unidos.
Em 2014, ela desempenhou o papel recorrente da bruxa Freya Mikaelson, durante a 2ª temporada da série de televisão "The Originals", da CW dos Estados Unidos. Sua personagem é a criança primogênita e a irmã perdida da família Mikaelson. Depois, Riley foi promovida ao elenco regular da série na 3ª temporada, e seguiu durante nas duas últimas temporadas seguintes; onde acabou aparecendo em 4 temporadas, das 5 temporadas totais da série.
Em 2015, Voelkel foi escalada como uma das protagonistas centrais no telefilme "Point of Honor".
Em 2019, a Riley Voelkel entrou para o elenco da série de televisão "Roswell, New Mexico", exibida pela CW.
Também em 2019, Voelkel fez uma participação especial interpretando novamente interpretando a bruxa Freya Mikaelson em um único episódio especial da série de televisão "Legacies" da CW, que é o sexto episódio da segunda temporada.

## Filmografia

### Cinema
| Ano  | Título                   | Papel                    | Notas          |
| ---- | ------------------------ | ------------------------ | -------------- |
| 2010 | A Rede Social            | Garota no final do clube | Não-creditada  |
| 2011 | Prom                     | Claire                   |                |
| 2012 | Hidden Moon              | Christine Brighton       |                |
| 2013 | Synthesizers             | Garota do clube          | Curta-metragem |
| 2013 | Os Secret Lives of Dorks | Carrie Smith             |                |
| 2015 | Point of Honor           | Lorelei Sumner           | Telefilme      |
| 2016 | Scrambled                | Cristina                 | Pós-produção   |
| 2018 | Brampton’s Own           | Emma                     | Longa-metragem |

### Televisão
| Ano           | Título                       | Papel                                  | Notas                                                                     |
| ------------- | ---------------------------- | -------------------------------------- | ------------------------------------------------------------------------- |
| 2010          | Glory Daze                   | Caroline                               | Episódio: Piloto                                                          |
| 2012          | O Mentalista                 | Tristan                                | Episódio: "Red is the New Black"                                          |
| 2012-2014     | The Newsroom                 | Jenna Johnson                          | Elenco recorrente (15 episódios)                                          |
| 2013          | American Horror Story: Coven | Fiona Borgia Vandenheuvel Goode (nova) | 3 episódios                                                               |
| 2014          | Glee                         | Sam                                    | Episódio: "New New York"                                                  |
| 2014-2018     | The Originals                | Freya Mikaelson                        | Elenco recorrente (2ª Temporada); Elenco regular (Temporadas 3ª, 4ª e 5ª) |
| 2019-presente | Roswell, New Mexico          | Jenna Cameron                          | Elenco recorrente                                                         |
| 2019; 2021    | Legacies                     | Freya Mikaelson                        | 2 episódios                                                               |
| 2020          | Hightown                     | Renee Segna                            | Elenco principal                                                          |